# لوبيرا
بلدية لوبيرا (بالإسبانية: Lopera) هي بلدية تقع في مقاطعة خاين التابعة لمنطقة أندلوسيا جنوب إسبانيا.

## الديموغرافيا
بلغ عدد سكان بلدية لوبيرا 3.918 نسمة عام 2011 (وفقاً للمعهد الوطني للإحصاء الإسباني).
| 4.004 | 3.982 | 4.014 | 4.001 | 3.988 | 4.008 | 3.918 |

## أعلام
- أنطونيو مارين مونيوث
- بيرنابيه كوبو